# David Conforte
David Conforte (hebrejsky דוד קונפורטי‎‎; 1618/1619 Soluň – 1690 Káhira) byl rabín a kronikář. Proslavil se zejména díky své historiografické knize Čtenář pokolení (hebrejsky קורא הדורות‎, Kore ha-dorot).

## Život
David Conforte se narodil v Soluni v rabínské rodině, takže se mu dostalo výborného rabínského vzdělání. Později studoval kabalu a filosofii. Roku 1644 se Conforte vydal na cestu do Palestiny, při níž se asi rok zdržel v Káhiře a studoval v tamějším bejt midraš. Potom strávil asi dva roky v Jeruzalémě (1646-1648), navštívil zřejmě také safedskou ješivu a vrátil se do Soluně.
Roku 1652 se vydal na další cestu do Palestiny a tentokrát založil v Jeruzalémě svůj vlastní bejt midraš. Události jeho života po následujících 17 let nejsou dnes známy a další zmínka o něm pochází až z roku 1671, kdy se o něm mluví již jako o káhirském rabínovi. Zde psal svá responsa, z nichž se však dochoval jen malý zlomek ve sbírkách jiných tehdejších rabínů. V tomto místě také 1690[zdroj⁠?!] Conforte zemřel.

## Čtenář pokolení
Kniha Čtenář pokolení (hebrejsky קורא הדורות, Kore ha-dorot) se skládá ze tří částí. První dvě mnohem kratší části než třetí pojednávají o rabínech v období, jež předcházela vyhnání židů ze Španělska roku 1492. Třetí část je věnována významným rabínům v následném období. Knihu Conforte sepsal zřejmě roku 1683, když pobýval v Egyptě, objevují se ovšem také názory, že dílo vzniklo v Palestině.
Ve svém díle rabi David Conforte odkazuje na židovské bibliografické spisy, jež mu předcházely, jako například na Rabadovo dílo Sefer ha-kabala či Sefer ha-juchasin Avrahama Zakuta a na dílo Šalšelet kabala Gedalji ibn Jachji.
Je možné, že název Čtenář pokolení pochází od rabiho Davida Aškenaziho Jeruzalémského, jenž přinesl rukopis tohoto díla do Evropy. Vytištění se kniha dočkala roku 1746 v Benátkách, tato edice byla nicméně plná chyb. Kvalitnější edice vyšla roku 1846 v Berlíně.